# الجمعية الدولية للتنظيم النووي
الجمعية الدولية للتنظيم النووي تأسست الجمعية الدولية للتنظيم النووي (INRA) في يناير 1997 وهي عبارة عن جمعية لكبار المسئولين في السلطات التنظيمية النووية في بعض البلدان.

## الأعضاء
1. كندا
2. فرنسا
3. ألمانيا
4. اليابان
5. جمهورية كوريا الجنوبية
6. إسبانيا
7. السويد
8. المملكة المتحدة
9. الولايات المتحدة

## مهام الجمعية
الغرض الرئيسي للجمعية هو التأثير على السلامة النووية وتعزيزها من المنظور التنظيمي بين أعضائها وعلى مستوى العالم.

## أشهر الشخصيات
لورانس وليامز رئيس مجلس إدارة الجمعية من عام 2000 إلى عام 2002.